# Ngắn hãm dương vật
Ngắn hãm dương vật (hay Dây hãm quy đầu ngắn, tiếng Anh: Frenulum breve, short frenulum) là một tình trạng mà hãm dương vật (một dải mô đàn hồi dưới quy đầu, liên kết với bao quy đầu) quá ngắn, làm hạn chế chuyển động bao quy đầu. Thông thường, hãm dương vật phải đủ dài và dẻo dai để cho phép bao quy đầu lột lại một cách hoàn toàn, giúp quy đầu thẳng ra trên trục của dương vật khi cương cứng.
Hãm dương vật có thể so sánh với hãm lưỡi (mặt dưới lưỡi và hàm dưới), hoặc hãm giữa môi trên và mặt ngoài của hàm trên.

## Triệu chứng và chẩn đoán
Ngắn hãm dương vật xảy ra khi hãm bị xé rách trong quá trình hoạt động tình dục hoặc hoạt động khác, là một nguyên nhân của chứng đau khi quan hệ. Ngắm hãm dương vật dẫn dễ bị chẩn đoán nhầm là bệnh nhân gặp vấn đề về tâm lý. Chẩn đoán ngắn hãm dương vật hầu như luôn bị nhầm lẫn với bệnh hẹp bao quy đầu, vì triệu chứng khó lột bao quy đầu. Hầu hết đàn ông bị  hẹp bao quy đầu cũng bị ngắn hãm dương vật ở một mức độ nhất định.

## Điều trị
Có thể được điều trị bằng phẫu thuật bằn một số kỹ thuật khác nhau. Xâu một chỉ khâu phẫu thuật qua màng dưới, và sau đó buộc một nút thắt chặt quanh hãm dương vật là một thủ tục giảm thiểu sự xâm lấn. Sau một vài ngày, hãm sẽ yếu đi và cuối cùng bị rách, tạo điều kiện cho bao quy đầu được lộn hoàn toàn. Một số thủ tục khác như cắt da và dùng chỉ khâu. Bài tập kéo giãn và thoa kem steroid cũng rất hữu ích. Ngoài ra, ngắn bao quay đầu có thể phẫu thuật thẩm mỹ bằng thủ thuật là phẫu thuật tạo hình hãm dương vật (frenuloplasty), hoặc bằng cách chỉ định cắt bao quy đầu, đồng thời cắt bỏ hãm (frenectomy). 